# (2535) Hämeenlinna
(2535) Hämeenlinna es un asteroide perteneciente al cinturón de asteroides, descubierto el 17 de febrero de 1939 por Yrjö Väisälä desde el Observatorio de Iso-Heikkilä, en Turku, Finlandia.

## Designación y nombre
Designado provisionalmente como 1939 DH. Fue nombrado Hämeenlinna en homenaje a Hämeenlinna, ciudad de Finlandia.